# Костіков Олег Євгенович
Олег Євгенович Костіков (нар. 25 квітня 1969, Сімферополь, Кримська область, УРСР — пом. 18 грудня 2017) — радянський та український футболіст, виступав на позиції нападника.

## Життєпис
Вихованець сімферопольського футболу. Перший тренер — В'ячеслав Портнов. Розпочинав грати в команді «Океан» (Керч). Військову службу проходив в одеському СКА, за який зіграв понад 100 матчів чемпіонату СРСР. Після армії грав у командах «Таврія» (Сімферополь), «Колос» (Нікополь), «Погонь» (Седльце).
У грудні 1994 року зіграв два матчі в чемпіонаті України з міні-футболу за «ВОМВ-Газ» (Євпаторія).
4 березня 1995 року в складі «Таврії» зіграв один матч у вищій лізі України (проти «Чорноморця», 2:0). У тому ж році провів ще 4 поєдинки вищої ліги за СК «Миколаїв».
У 1996 році зіграв декілька матчів в армянському «Титані». У 1997 році в складі «Олкома» грав тільки в Кубку. Футбольну кар'єру завершив в аматорській сімферопольській «Даніці», за яку виступав з 1998 по 1999 рік.